# Batrisodes dorothae
Batrisodes (Excavodes) dorothae – gatunek chrząszcza z rodziny kusakowatych i podrodziny marnikowatych.
Gatunek ten został opisali w 2014 roku przez Michael Ferro i Christopher Carlton, nadając mu epitet gatunkowy na cześć zbieraczki holotypu.
Kusakowaty o ciele rudobrązowym z jaśniejszymi głaszczkami i odnóżami, żółtawo i długo owłosiony. U holotypu długość ciała wynosi 2,25 mm. Głowę ma wydłużoną o prawie niepunktowanych czole i ciemieniu, niskim środkowym żeberku ciemieniowym i odsłoniętych miejscach osadzenia czułków. Przedplecze ma łukowate. Na pokrywach obecne trzy dołki przynasadowe, wyraźne dołki barkowe i bruzda barkowa ciągnąca się aż do ich wierzchołka. Płaski edeagus charakteryzuje spiczasty wierzchołek.
Chrząszcz znany z Luizjany i Karoliny Południowej w Stanach Zjednoczonych. Spotykany w lasach, w ściółce i butwiejących pniakach.